# کنت چوی
کنت چوی (انگلیسی: Kenneth Choi؛ زادهٔ ۲۰ اکتبر ۱۹۷۱) یک هنرپیشه اهل ایالات متحده آمریکا است. وی از سال ۱۹۹۸ میلادی تاکنون مشغول فعالیت بوده‌است.
از فیلم‌ها یا برنامه‌های تلویزیونی که وی در آن نقش داشته است می‌توان به گرینگو، گرگ وال استریت و متخصص قلب اشاره کرد.